# Konklawe 1559
Konklawe 5 września – 25 grudnia 1559 – konklawe, które po śmierci Pawła IV wybrało na jego następcę Piusa IV. Z powodu nieprzestrzegania przez kardynałów reguł dotyczących izolacji od świata zewnętrznego i otwartych ingerencji władców świeckich było to najdłuższe konklawe XVI wieku.

## Śmierć Pawła IV
Papież Paweł IV Carafa zmarł 18 sierpnia 1559 roku w wieku 83 lat. Papież ten w swym dziele reformy Kościoła opierał się przede wszystkim na środkach represyjnych: Inkwizycji i Indeksie Ksiąg Zakazanych, nie miał natomiast zaufania do soboru, którego obrad, przerwanych w 1552 r., nie wznowił. Oskarżeń o herezję nie uniknęli nawet kardynałowie – w chwili jego śmierci kardynał Morone był więźniem Inkwizycji w zamku S. Angelo. Paweł IV, obawiając się, że Morone może zostać jego następcą, wydał bullę Cum ex apostolatus officio, w której stanowił, że heretyk nie może być ważnie wybrany na Stolicę Piotrową. Bulla ta, oprócz Morone, dotyczyła także kardynała d’Este, któremu papież zarzucał dążenie do zdobycia tiary poprzez symonię.
Brutalność rządów Pawła IV była tak duża, że po jego śmierci doszło w Rzymie do spontanicznych rozruchów. Tłum obalił w mieście jego pomnik, a także zaatakował budynek Inkwizycji.
Program odnowy Kościoła realizowany przez Pawła IV nie przewidywał zniesienia nepotyzmu. Wręcz przeciwnie, trzech bratanków papieża zostało kardynałami, z czego największe wpływy osiągnął Carlo Carafa. Papież próbował, wzorem Aleksandra VI Borgii (zmarł w 56. rocznicę jego śmierci), budować potęgę swojego rodu w Italii. Odbywało się to przede wszystkim kosztem rodu Colonna, którego wiele dóbr (m.in. lenno cesarskie Paliano) zostało skonfiskowanych i oddanych w ręce rodu Carafa. Papiescy nepoci rządzili z jeszcze większym niż on sam despotyzmem i nadużywali swojej władzy do tego stopnia, że w pewnym momencie papież został zmuszony do interwencji. Z początkiem 1559 Carlo został pozbawiony części sprawowanej władzy i już do końca pontyfikatu wuja nie odzyskał jego łask. Po jego śmierci kardynał Carlo Carafa oraz książę Paliano Giovanni Carafa mieli wszelkie podstawy, by obawiać się rozliczenia ze swoich czynów.

## Lista uczestników
48 z 55 kardynałów wzięło udział w konklawe, z czego dwóch (Capodiferro i Dandini) zmarło w jego trakcie, a dwóch innych musiało opuścić je z powodu choroby:
- - Jean du Bellay (nominacja kardynalska 21 maja 1535) – kardynał biskup Ostia e Velletri; dziekan Świętego Kolegium Kardynałów; administrator archidiecezji Bordeaux (opuścił konklawe 13 grudnia z powodu choroby)
- François de Tournon CRSAnt (9 marca 1530) – kardynał biskup Sabiny; subdziekan Świętego Kolegium Kardynałów; arcybiskup Lyonu i prymas Galii
- Rodolfo Pio di Carpi; Kardynał Carpi[4] (22 grudnia 1536) – kardynał biskup Porto e Santa Rufina; administrator diecezji Girgenti
- Francesco Pisani (1 lipca 1517) – kardynał biskup Frascati; komendatariusz kościoła prezbiterialnego S. Marco; administrator archidiecezji Narbonne
- Federico Cesi (19 grudnia 1544) – kardynał biskup Palestriny; administrator diecezji Cremony
- Pedro Pacheco de Villena; Kardynał z Sigüenzy[4] (16 grudnia 1545) – kardynał biskup Albano; biskup Sigüenzy
- Robert de Lénoncourt (20 grudnia 1538) – kardynał prezbiter S. Cecilia; arcybiskup Embrun; administrator diecezji Auxerre
- Giovanni Girolamo Morone (2 czerwca 1542) – kardynał prezbiter S. Maria in Trastevere; biskup Novary; protektor Austrii
- Cristoforo Madruzzo; Kardynał z Trydentu[4] (2 czerwca 1542) – kardynał prezbiter S. Cesareo in Palatio; biskup Trydentu i Brixen
- Bartolomé de la Cueva y Toledo (19 grudnia 1544) – kardynał prezbiter S. Croce in Gerusalemme
- Georges d’Armagnac (19 grudnia 1544) – kardynał prezbiter S. Lorenzo in Lucina; biskup Rodez
- Otto Truchsess von Waldburg; Kardynał z Augsburga[4] (19 grudnia 1544) – kardynał prezbiter S. Sabina; biskup Augsburga; protektor Rzeszy Niemieckiej
- Ranuccio Farnese; Kardynał S. Angelo[4] (16 grudnia 1545) – kardynał prezbiter S. Angelo in Pescheria; penitencjariusz większy; archiprezbiter bazyliki laterańskiej; tytularny patriarcha Konstantynopola; administrator archidiecezji Rawenny; wielki przeor zakonu joannitów w Wenecji; komendatariusz opactwa terytorialnego Farfa
- Giovanni Angelo Medici (8 kwietnia 1549) – kardynał prezbiter S. Prisca; arcybiskup Mediolanu oraz Cassano al Ionio
- Tiberio Crispo (19 grudnia 1544) – kardynał prezbiter S. Agata alla Suburra; administrator archidiecezji Amalfi; kamerling Świętego Kolegium Kardynałów
- Cristoforo Ciocchi del Monte; Kardynał z Marsylii[4] (20 listopada 1551) – kardynał prezbiter S. Prassede; biskup Cagli
- Fulvio della Corgna OSIoHieros; Kardynał z Perugii[4] (20 listopada 1551) – kardynał prezbiter S. Stefano al Monte Celio
  - Giovanni Michele Saraceni (20 listopada 1551) – kardynał prezbiter S. Anastasia; prefekt Trybunału Sygnatury Łaski; arcybiskup Acerenza e Matera (19 grudnia opuścił konklawe z powodu choroby)
- Giovanni Ricci; Kardynał z Montepulciano[4](20 listopada 1551) – kardynał prezbiter S. Vitale, Gervasio e Protasio
- Giovanni Andrea Mercurio; Kardynał z Messyny[4] (20 listopada 1551) – kardynał prezbiter S. Ciriaco e Ss. Quirico e Giulitta; arcybiskup Messyny
- Giacomo Puteo (20 listopada 1551) – kardynał prezbiter S. Maria in Via; prefekt Sygnatury Brewe Apostolskich;  prefekt Trybunału Sygnatury Sprawiedliwości; arcybiskup Bari
- Giovanni Battista Cicala; Kardynał S. Clemente[4] (20 listopada 1551) – kardynał prezbiter S. Clemente; administrator diecezji Mariany
- Gianbernardino Scotti CRT; Kardynał z Trani[4] (20 grudnia 1555) – kardynał prezbiter S. Matteo in Merulana; arcybiskup Trani
- Diomede Carafa; Kardynał z Ariano[4] (20 grudnia 1555) – kardynał prezbiter S. Martino ai Monti; biskup Ariano
- Scipione Rebiba; Kardynał z Pizy[4] (20 grudnia 1555) – kardynał prezbiter S. Pudenziana; arcybiskup Pizy
- Jean Suau; Kardynał z Rieumes[4] (20 grudnia 1555) – kardynał prezbiter S. Giovanni a Porta Latina; biskup Mirepoix
- Gianantonio Capizucchi (20 grudnia 1555) – kardynał prezbiter S. Pancrazio; biskup Lodi
- Ercole Gonzaga; Kardynał z Mantui[4] (3 maja 1527) – kardynał prezbiter S. Maria Nuova; biskup Mantui; protektor Hiszpanii
- Taddeo Gaddi (15 marca 1557) – kardynał prezbiter S. Silvestro in Capite; arcybiskup Cosenzy
- Lorenzo Strozzi (15 marca 1557) – kardynał prezbiter S. Balbina; biskup Béziers; komendatariusz opactwa terytorialnego Staffarda
- Jean Bertrand; Kardynał z Sens[4] (15 marca 1557) – kardynał prezbiter Ss. Nereo ed Achilleo; administrator archidiecezji Sens
- Antonio Michele Ghislieri OP; Kardynał z Alessandrii[4] (15 marca 1557) – kardynał prezbiter S. Maria sopra Minerva; Wielki Inkwizytor; biskup Sutri e Nepi
- Clemente d'Olera OFMObs; Kardynał S. Maria in Aracoeli[4] (15 marca 1557) – kardynał prezbiter S. Maria in Aracoeli; archiprezbiter Rapallo
- Alessandro Farnese (18 grudnia 1534) – kardynał diakon S. Lorenzo in Damaso; wicekanclerz Świętego Kościoła Rzymskiego; legat apostolski w Awinionie; archiprezbiter bazyliki watykańskiej; administrator diecezji Spoleto; komendatariusz opactw terytorialnych S. Paolo fuori le mura i Tre Fontane; protektor Polski
- Guido Ascanio Sforza; Kardynał S. Fiora[4] (18 grudnia 1534) – kardynał diakon S. Maria in Via Lata; kamerling Świętego Kościoła Rzymskiego; archiprezbiter bazyliki liberiańskiej; administrator diecezji Parmy; protektor Portugalii
- Niccolò Caetani; Kardynał Sermoneta[4] (22 grudnia 1536) – kardynał diakon S. Eustachio; arcybiskup Kapui; administrator diecezji Quimper
- Ippolito d’Este; Kardynał z Ferrary[4] (20 grudnia 1538) – kardynał diakon S. Maria in Aquiro; administrator archidiecezji Auch; gubernator Tivoli; protektor Francji
- Giacomo Savelli (19 grudnia 1539) – kardynał diakon S. Maria in Cosmedin; administrator diecezji Nicastro
  - † Girolamo Recanati Capodiferro (19 grudnia 1544) – kardynał diakon S. Giorgio in Velabro;  biskup Saint-Jean-de-Maurienne (zmarł 1 grudnia na konklawe)
- Giulio Feltre della Rovere; Kardynał z Urbino[4] (27 lipca 1547) – kardynał diakon S. Pietro in Vincoli; komendatariusz opactwa terytorialnego Saint-Victor de Marseille
- Innocenzo Ciocchi del Monte; Kardynał del Monte[4] (30 maja 1550) – kardynał diakon S. Onofrio
  - † Girolamo Dandini; Kardynał z Imoli[4] (20 listopada 1551) – kardynał prezbiter S. Marcello (opuścił konklawe 1 grudnia, zmarł 4 grudnia)
- Luigi Cornaro OSIoHieros (20 listopada 1551) – kardynał diakon S. Teodoro; wielki przeor zakonu joannitów na Cyprze
- Louis de Guise (22 grudnia 1553) – kardynał diakon S. Tommaso in Parione; administrator diecezji Albi
- Girolamo Simoncelli (22 grudnia 1553) – kardynał diakon Ss. Cosma e Damiano; biskup elekt Orvieto
- Carlo Carafa (7 czerwca 1555) – kardynał diakon Ss. Vito e Modesto; administrator diecezji Saint-Bertrand-de-Comminges
- Alfonso Carafa; Kardynał z Neapolu[4] (15 marca 1557) – kardynał diakon S. Maria in Domnica; bibliotekarz Świętego Kościoła Rzymskiego; prezydent Kamery Apostolskiej; administrator archidiecezji Neapol; gubernator Benewentu i Todi
- Vitellozzo Vitelli (15 marca 1557) – kardynał diakon S. Maria in Portico; biskup Città di Castello

Wśród elektorów było trzydziestu siedmiu Włochów, siedmiu Francuzów, dwóch Hiszpanów i Niemiec. Trzynastu z nich mianował Paweł IV, jedenastu Juliusz III, dwudziestu papież Paweł III, dwóch papież Klemens VII, a jednego Leon X.

### Nieobecni
Ośmiu kardynałów (pięciu Francuzów, Hiszpan, Portugalczyk i Włoch) nie przybyło na konklawe. Dwóch z nich zmarło w trakcie sediswakancji:
- Claude de Longwy de Givry (7 listopada 1533) – kardynał prezbiter S. Agnese in Agone; protoprezbiter Świętego Kolegium Kardynałów; administrator diecezji Langres
- † Antoine Sanguin de Meudon; Kardynał z Orleanu[4] (19 grudnia 1539) – kardynał prezbiter S. Crisogono; administrator archidiecezji Tuluzy (zmarł 25 listopada)
- Francisco Mendoza de Bobadilla; Kardynał z Corii[4] (19 grudnia 1544) – kardynał prezbiter S. Eusebio; biskup Burgos
- Henryk z Portugalii; Kardynał z Évory[4] (16 grudnia 1545) – kardynał prezbiter Ss. IV Coronati; arcybiskup Évory; ; generalny inkwizytor Portugalii; legat papieski w Portugalii
- Charles de Lorraine-Guise (27 lipca 1547) – kardynał prezbiter S. Apollinare; arcybiskup Reims; komendatariusz opactwa terytorialnego Cluny
- Odet de Coligny de Châtillon (7 listopada 1533) – kardynał diakon S. Adriano; protodiakon Świętego Kolegium Kardynałów; administrator diecezji Beauvais
- Charles de Bourbon-Vendôme (9 stycznia 1548) – kardynał diakon S. Sisto; arcybiskup Rouen; komendatariusz opactwa terytorialnego Saint-Pierre-de-Corbie

Dwóch mianował Klemens VII, pięciu Paweł III, jednego Juliusz III.

## Podziały i kandydaci
Wyróżniano w ówczesnym Kolegium Kardynałów cztery frakcje:
- Partia hiszpańska – siedemnastu kardynałów: Sforza, Madruzzo, Truchsess, Cueva, Pacheco, Pio di Carpi, Morone, Puteo, Ricci, della Corgna, Mercurio, Cornaro, Cicala, Saraceni, Medici, Gonzaga, della Rovere;
- Partia francuska – szesnastu kardynałów: d’Este, Guise, Tournon, Bellay, Armagnac, Lenoncourt, Bertrand, Strozzi, Pisani, Cesi, Cristoforo del Monte, Simoncelli, Caetani, Crispi, Capodiferro, Dandini;
- Farnesianie – czyli grupa włoskich kardynałów pod kierownictwem kardynała Alessandro Farnese: Ranuccio Farnese, Savelli, Innocenzo del Monte
- Carafanie – nominaci Pawła IV pod przywództwem Carlo Carafy: Alfonso Carafa, Diomede Carafa, Ghislieri, D’Olera, Scotti, Rebiba, Capizucchi, Suau, Gaddi, Vitelli.

Farnesianie i Carafanie połączyli swe siły na konklawe.
Kandydatami Francji byli d’Este, Tournon i Gonzaga. Król Francji wykluczył natomiast kardynała Carpi. Filip II Habsburg, król Hiszpanii, preferował kardynałów Carpi, Morone, Puteo, Medici i D’Olera, natomiast nie życzył sobie wyboru d’Este lub jakiegokolwiek Francuza. Książę Toskanii faworyzował kardynała Medici z Mediolanu, któremu sprzyjał także Alessandro Farnese. Ogólną liczbę potencjalnych kandydatów oceniano na ponad 20.
Dla Carlo Carafy wybór nowego papieża był dosłownie sprawą życia i śmierci i podczas konklawe starał się przede wszystkim uzyskać dla siebie i swoich krewnych gwarancje bezkarności za popełnione nadużycia. Dysponował on poważnym atutem – włoscy kardynałowie nominowani przez jego wuja pozostawali wobec niego lojalni. Jego faworytami byli Carpi i Gonzaga. Pomimo że jego wuj był wrogiem Hiszpanów i sprzyjał Francji, Carlo postanowił szukać porozumienia z partią hiszpańską.

## Przygotowania
Kardynał Morone decyzją kolegium kardynalskiego został zwolniony z więzienia i dopuszczony do udziału w konklawe. Również kardynałowie Carlo i Diomede Carafa powrócili z wygnania. Natomiast kardynał Alfonso Carafa nie został dopuszczony do sprawowania przewodnictwa Kamery Apostolskiej w okresie sediswakancji. Wbrew zarządzeniom Pawła IV, kierował nią wyłącznie kamerling Sforza.
Ponieważ okres sediswakancji tradycyjnie był w Rzymie okresem bezprawia i chaosu, do pilnowania porządku w mieście skierowano aż 3700 zbrojnych, w tym 300 konnych.

## Konklawe
Konklawe rozpoczęło się 5 września 1559 roku z udziałem 40 kardynałów. 7 września dotarł kardynał Armagnac, 8 września Tournon, 11 września Truchsess, 14 września Strozzi i Guise, 18 września Ranuccio Farnese, 28 września Capizucchi, a jako ostatni dotarł Bertrand 25 października. Czasowo poza konklawe przebywali chorzy kardynałowie Armagnac (od 20 września do 30 października), Capizucchi (od 2 października do 31 października) i Simoncelli (od 12 października do 20 października). 1 grudnia na konklawe zmarł kardynał Capodiferro. Tego samego dnia obrady opuścił ciężko chory Dandini, który zmarł 4 grudnia w swoim rzymskim pałacu koło kościoła S. Marcello. 13 grudnia chory dziekan Świętego Kolegium du Bellay opuścił konklawe na stałe, a 19 grudnia w jego ślady poszedł Saraceni. W ostatnim głosowaniu wzięło udział 44 kardynałów.
Stronnictwo hiszpańskie, wykorzystując fakt, że większość francuskich kardynałów nie przybyła jeszcze do Rzymu, próbowało wybrać przez aklamację kardynała Carpi. Próba ta jednak spełzła na niczym, gdyż jeden z liderów, kamerling Sforza osobiście nie życzył sobie jego wyboru i wszedł w tajne porozumienie z d’Este w celu utrącenia tej kandydatury.
W tej sytuacji wdrożono normalne procedury. 8 września elektorzy podpisali kapitulację wyborczą, zobowiązującą elekta do kontynuowania reformy kościoła i kurii, wznowienia obrad soboru, a także zakazywała mu prowadzenia wojen. Zaprzysiężono też bullę Juliusza II przeciw symonii.
Przez kilka tygodni głosowania odbywały się rutynowo, bez żadnego rezultatu. Najwięcej głosów otrzymywały przeważnie osoby nie brane na serią pod uwagę, przy czym z reguły elektorzy w każdej turze wskazywali po kilku kandydatów. Hiszpanie Pacheco i Cueva regularnie otrzymywali od kilkunastu do dwudziestu paru głosów, 13 września Francuz Leonocourt otrzymał 18 głosów, 18 września na nieobecnego kardynała Henryka z Portugalii oddano aż 15 głosów i 5 kolejnych przez akces, pojawiały się też takie nazwiska jak Rebiba, Ghisleri czy Saraceni. Rannucio Farnese dostał 21 głosów w rocznicę wyboru swego dziadka na papieża. Od 9 września do 16 grudnia odbyło się 68 bezowocnych głosowań.
Nie znaczy to jednak, że nie podejmowano żadnych realnych prób. 18 września dzięki poparciu kardynała Farnese ponownie wypłynęła kandydatura kardynała Carpi. Przez kilka kolejnych tur otrzymywał 11-16 głosów. 22 września Francuzi próbowali doprowadzić do wybrania kardynała Tournon, jego szanse pogrzebał jednak sprzeciw Carafy. W głosowaniu jakie się odbyło tego dnia Tournon uzyskał w sumie 20 głosów (w tym 5 przez akces), a wysunięty doraźnie jako kontrkandydat Pacheco 19 (w tym 1 przez akces).
Kilka dni później Francuzi porozumieli się z przywódcą frakcji prohiszpańskiej Sforzą co do poparcia kardynała Gonzagi. Zamierzano przeprowadzić jego wybór przez aklamację. Operacja ta zakończyła się fiaskiem, Gonzadze sprzeciwił się bowiem Carafa oraz część kardynałów prohiszpańskich. Mimo to Gonzaga pozostawał w grze praktycznie do samego końca konklawe, przez długi czas nie było bowiem jasne stanowisko Hiszpanii wobec tej kandydatury. Król Filip II nie życzył sobie papieża z rodu książęcego, jednak względy dyplomatyczne nakazywały ostrożność w działaniu.
25 września do Rzymu przybył ambasador Filipa II Vargas, który był zdania, że obóz pro hiszpański jest zdolny do wyboru papieża bez porozumienia z frakcją francuską. Pod jego auspicjami 2 października odbyło się spotkanie Sforzy, Farnese i Carafy. Ambasador zaproponował jako kandydata Puteo zamiast dotychczas promowanych przez stronnictwo hiszpańskie Carpi i Pacheco. Farnese i Carafa odmówili jednak i spotkanie to nie przyniosło żadnych rezultatów. Sforza zaczął w tym czasie grać na dwa fronty – Francuzom obiecywał dalszą agitację na rzecz Gonzagi, a partii włoskiej – na rzecz Pacheco i Carpi.
Na przełomie września i października trwała intensywna wymiana korespondencji między kardynałami prohiszpańskimi a ich królem Filipem II. Listy do kardynałów, z rekomendacjami dla kandydatury Gonzagi, przysłali też król Francji i cesarz Ferdynand I Habsburg. Te ożywione kontakty kardynałów z własnymi monarchami i przysyłanie przez monarchów instrukcji dla elektorów wywołały skandal i protesty ze strony Rzymian. Domagano się ścisłego przestrzegania przez kardynałów reguł kanonicznych, zakazujących jakiegokolwiek wpływania przez władze świeckie na wybór papieża. Żądania te przedstawiła kardynałom specjalna delegacja złożona z przedstawicieli władz miejskich, jednak dziekan Świętego Kolegium du Bellay odrzucił te zastrzeżenia i wyprosił delegatów z miejsca obrad.
W drugiej połowie października doszło do zerwania aliansu Carafy ze Sforzą, gdyż król Filip II zadecydował o zwrocie lenna Palliano Marcantonio Colonnie. Król zadecydował także, że hiszpańscy kardynałowie za wszelką cenę mają nie dopuścić do wyboru Gonzagi.
Kardynał d’Este, przeciągnąwszy na swoją stronę Carafę, miał nadzieję samemu uzyskać tiarę. Głosowanie 1 grudnia pokazało, że były to nadzieje płonne, a wielu spośród tych, którzy obiecali mu głos, nie dotrzymało słowa. Francuska partia podjęła też niedane próby przeforsowania kardynałów Tournon i Suau.
W pierwszych dniach grudnia Francuzi w porozumieniu z Carafą ponownie zaproponowali Gonzagę, zamierzając doprowadzić do jego wyboru przez aklamację. Carafa jednak w międzyczasie uzyskał list z oczekiwanymi gwarancjami od króla Hiszpanii i za plecami Francuzów powrócił do aliansu z partią hiszpańską. Pisemnie zobowiązał się kardynałowi Sforzy, że nie będzie popierał żadnego kandydata wykluczonego przez Filipa II. W rezultacie sesja, która miała przynieść wybór kardynała Gonzagi, o mało nie zakończyła się wyborem przez aklamację kardynała Carpi.
Po obaleniu Gonzagi Francuzi zaproponowali Pisaniego jako „papieża przejściowego”, ale bez skutku. Ich stronnictwo na początku grudnia osłabło liczebnie – 1 grudnia zmarł kardynał Capodiferro, 13 grudnia du Bellay musiał opuścić konklawe z powodu choroby, przekazując obowiązki dziekana kardynałowi Tournon, a sześć dni później konklawe opuścił także Saraceni. Francuzi utracili przez to zdolność blokowania kandydatów partii przeciwnej, wobec czego Hiszpanie podjęli próbę przeforsowania kardynała Pacheco. W głosowaniu 18 grudnia Hiszpanowi zabrakło zaledwie trzech głosów do wymaganej większości.
Zbliżające się święta Bożego Narodzenia skłoniły przywódców frakcji do zaprzestania sporów i zawarcia wreszcie kompromisu. Na spotkaniu 22 grudnia liderzy wszystkich trzech partii spotkali się w poszukiwaniu kandydata możliwego do zaakceptowania dla wszystkich. Francuzi zaproponowali kardynała Cesi, a Hiszpanie kardynała Medici, Carafa natomiast pozostał niezdecydowany. Ostatecznie Francuzi dali się przekonać do Mediciego, któremu silnego poparcia udzielał książę Toskanii oraz wicekanclerz Alessandro Farnese. Również Carafa poparł Mediciego, gdyż uzyskał obietnicę amnestii.

## Wybór Piusa IV
Wieczorem 25 grudnia 44 kardynałów zebrało się w kaplicy Sykstyńskiej i przez aklamację wybrało na papieża Giovanni Angelo Medici, kończąc w ten sposób najdłuższe w XVI stuleciu konklawe. Elekt przybrał imię Piusa IV. W święto Trzech Króli 6 stycznia 1560 protodiakon Alessandro Farnese nałożył tiarę na jego głowę.
Wybór Piusa IV był reakcją na brutalne rządy Pawła IV i jego bratanków. Nowy papież nie miał nic z wyniosłości i arogancji swojego poprzednika. Doprowadził do wznowienia i zakończenia obrad soboru trydenckiego. Choć miał nieślubnego syna z czasów jeszcze sprzed konsekracji, w przeciwieństwie do Aleksandra VI czy Pawła III trzymał go w cieniu i nie dopuszczał do spraw związanych z zarządzaniem Kościołem. Jego kardynałem-nepotem został natomiast przyszły święty – Karol Boromeusz.
Nepotom Pawła IV papież nie okazał łaski. W 1560 Carlo i Alfonso zostali aresztowani (Diomede zmarł krótko po konklawe). Carlo został stracony w 1561, jego kuzyn spędził ponad rok w więzieniu zanim uzyskał przebaczenie.